# Popis hrvatskih veleposlanika u Gani
Republika Hrvatska i Republika Gana održavaju diplomatske odnose od 17. veljače 1993. Sjedište veleposlanstva je u Londonu.

## Veleposlanici
Hrvatska nema rezidentno veleposlanstvo u Gani. Veleposlanstvo Republike Hrvatske u Ujedinjenoj Kraljevini Velike Britanije i Sjeverne Irske pokriva Republike Ganu, Gambiju, Liberiju, Sijera Leone i Saveznu Republiku Nigeriju.
| Veleposlanik      | Postavljenje       | Opoziv             | Sjedište |
| ----------------- | ------------------ | ------------------ | -------- |
| Andrija Kojaković | 8. veljače 1999.   | 11. prosinca 2002. | London   |
| Igor Pokaz        | 24. siječnja 2018. |                    | London   |

## Vanjske poveznice
- Gana na stranici MVEP-a